# Ilot Salade
Ilot Salade ist eine kleine Insel der Republik der Seychellen im Atoll Aldabra. Sie liegt zusammen mit anderen Riffinseln im Norden der Lagune, südlich von Malbar.

## Geographie
Die Insel liegt in der Lagune im Norden des Atolls und am Südsaum der großen Schwesterinsel Malabar.